# Poljščina
Póljščina (poljsko język polski, [ˈjɛ̃zɨk ˈpɔlskʲi] (), polszczyzna [pɔlˈʂt͡ʂɨzna] () ali enostavno polski, [ˈpɔlskʲi] ()) je jezik, ki je del slovanske veje indoevropske jezikovne družine. Med slovanskimi jeziki spada v skupino zahodnoslovanskih jezikov ter je najbolj podobna kašubščini in lužiščini. Sorodna jezika sta tudi češčina in slovaščina, vendar obstajajo značilne razlike glede na pravopis, slovnico in izgovarjavo.
Poljščina je uradni jezik na Poljskem in od leta 2004 eden izmed uradnih jezikov Evropske unije. Kot prvi jezik jo govori približno 45 milijonov ljudi, od česar jih okoli 38 milijonov živi na Poljskem, medtem ko jo kot tuji jezik uporablja več kot pet milijonov ljudi. S tem je po ruščini drugi največji slovanski jezik glede na število govorcev.
Poljščina kot pisavo uporablja različico latinice, ki je sestavljena iz 26 osnovnih črk in devetih dodatnih črk z diakritičnimi znaki: Ą, Ć, Ę, Ł, Ń, Ó, Ś, Ź in Ż. Med 26 osnovnimi črkami so črke Q, V, X in Y uporabljane le za zapisovanje besed in imen iz tujih jezikov. Poljščina je med slovanskimi jeziki značilna po ohranjenih nosnikih, ki sta zapisovana s črkama Ą in Ę. Razen v kodnem naboru ISO 10646/Unicode je vsa poljska abeceda zajeta tudi v standardu ISO 8859-2.

## Poljska abeceda
| Velika črka | Mala črka | Izgovorjava                                |
| ----------- | --------- | ------------------------------------------ |
| A           | a         | a                                          |
| Ą           | ą         | 'o' z nosnikom                             |
| B           | b         | b                                          |
| C           | c         | c                                          |
| Ć           | ć         | še mehkeje kot srbski in srbskohrvaški 'ć' |
| D           | d         | d                                          |
| E           | e         | e                                          |
| Ę           | ę         | 'e' z nosnikom                             |
| F           | f         | f                                          |
| G           | g         | g                                          |
| H           | h         | h                                          |
| I           | i         | i                                          |
| J           | j         | j                                          |
| K           | k         | k                                          |
| L           | l         | l                                          |
| Ł           | ł         | kot 'l' v besedi "igral"                   |
| M           | m         | m                                          |
| N           | n         | n                                          |
| Ń           | ń         | kot hrvaški 'nj'                           |
| O           | o         | o                                          |
| Ó           | ó         | u                                          |
| P           | p         | p                                          |
| R           | r         | r                                          |
| S           | s         | s                                          |
| Ś           | ś         | nekaj podobnega mehkemu 'š'                |
| T           | t         | t                                          |
| U           | u         | u                                          |
| W           | w         | kot 'v' v besedi voda                      |
| Y           | y         | podobno kot ruski 'ы'                      |
| Z           | z         | z                                          |
| Ź           | ź         | mehki 'ž'                                  |
| Ż           | ż         | ž                                          |

Določene kombinacije črk se izgovarjajo takole:
| Kombinacija | Izgovorjava                         |
| ----------- | ----------------------------------- |
| ch          | h                                   |
| cz          | č                                   |
| dz          | kot 'c' v priimku "Kocbek"          |
| dź          | še mehkeje kot srbskohrvaški 'đ'    |
| dż          | dž                                  |
| rz          | ž (nekakšen ekvivalent češkemu 'ř') |
| sz          | š                                   |

## Naglas
Značilno je, da je pri veliki večini besed, če ne kar pri vseh, naglašen predzadnji zlog.